# William Benton
William Burnett Benton (Minneapolis, 1 de Abril de 1900 – Nova Iorque, 18 de Março de 1973) foi um senador estadunidense pelo estado de Connecticut, de 1949 a 1953. Foi, juntamente com sua esposa Helen Hemingway Benton, o criador da Fundação Benton, uma organização sem fins lucrativos que foi proprietária e publicadora da Encyclopædia Britannica de 1943 até 1996. Bentou dirigiu a fundação até sua morte, em 1973.

## Encyclopædia Britannicae mais vida cívica
Durante grande parte de sua vida, de 1943 até sua morte em 1973, ele foi presidente do conselho e editor da Encyclopædia Britannica, foi membro e delegado de numerosas Nações Unidas e conferências e comissões internacionais, e curador de várias escolas e faculdades. Em 1943, Benton pediu a Mortimer J. Adler e Robert Hutchins para editar um conjunto de grandes livros a serem publicados pela Encyclopædia Britannica, Inc.; o conjunto de 52 volumes dos Grandes Livros do Mundo Ocidental foi publicado em 1952.
Benton estabeleceu a Fundação Benton. O William Benton Museum of Art é nomeado em sua homenagem.
Ele morreu na cidade de Nova York em 18 de março de 1973, aos 72 anos, e deixou sua viúva, Helen Hemingway Benton, que morreu em 1974.